# Гарланд (Вајоминг)
Гарланд (енгл. Garland) насељено је место без административног статуса у америчкој савезној држави Вајоминг.

## Демографија
По попису из 2010. године број становника је 115, што је 20 (21,1%) становника више него 2000. године.
| Група             | 2000.      | 2010.       |
| Белци             | 94 (98,9%) | 105 (91,3%) |
| Афроамериканци    | 0 (0,0%)   | 1 (0,9%)    |
| Азијати           | 0 (0,0%)   | 0 (0,0%)    |
| Хиспаноамериканци | 1 (1,1%)   | 9 (7,8%)    |
| Укупно            | 95         | 115         |